# Ion Baicu (inginer)
Ion N. Baicu (n. 19 ianuarie 1914, Furești, România – d. 13 octombrie 1985, Pitești, România) a fost un inginer constructor român care a îndeplinit mai multe funcții administrative și politice importante, inclusiv pe aceea de ministru al Transporturilor Auto, Navale și Aeriene.

## Biografie
Ion Baicu a urmat cursurile Liceului „Gheorghe Lazăr” din București, pe care l-a absolvit în 1934. A intrat apoi la Școala Politehnică din București și a obținut diploma de inginer constructor în 1940. După absolvire, el a fost încadrat în Direcția Generală Construcții Căi Ferate din cadrul Ministerului Căilor Ferate, unde a lucrat ca inginer specialist. În 1950, Baicu a fost avansat în funcția de director general adjunct, pe care a deținut-o până în 1957.
Între 12 și 14 februarie 1953, la București s-a desfășurat „Consfătuirea pe țară a ceferiștilor”, organizată de Sindicatul CFR și de Ministerul Căilor Ferate, la care au luat parte Gheorghe Gheorghiu-Dej, Alexandru Moghioroș, Miron Constantinescu și Chivu Stoica. În cadrul lucrărilor, Ion Baicu a prezentat referatul „Despre șantierele de construcții la C.F.R.”, în care a atras atenția că „proiectele lucrărilor se întocmesc și se expediază la șantiere cu mari întârzieri”. El a mai semnalat volumul mare de muncă, menționând că „sarcina de plan a Direcției Generale a Construcțiilor a crescut foarte mult, ajungând să se tripleze” în cursul ultimilor trei ani, în timp ce „cadrele tehnice și în special inginerii și arhitecții au scăzut la număr”. Baicu a menționat drept deficiență și fluctuația personalului tehnic cu experiență în sectorul construcțiilor, arătând că o parte din specialiști au fost mutați de la direcția de sub conducerea sa și repartizați altor unități. În referat, el a mai criticat neaprovizionarea la timp cu materiale de construcții și instalații, „greutățile în aprovizionarea oamenilor muncii din construcții cu alimente” și neuniformitatea sistemului de salarizare, oferind în același timp și propuneri de soluții pentru rezolvarea acestor probleme, care să fie studiate de Ministerul Căilor Ferate, Comitetul de Stat al Planificării și Comitetul de Stat al Aprovizionării. De la tribună, Baicu a cerut să fie analizată și îmbunătățită „aprovizionarea lucrărilor de construcții de linii și poduri în cadrul construcției Canalului Dunăre–Marea Neagră pentru darea lui în exploatare în termenul fixat”.
În timpul activității sale în cadrul CFR, Baicu a colaborat cu alți specialiști și a contribuit la proiectarea sau finalizarea execuției căilor ferate Deva–Brad, București–Urziceni–Făurei, Salva–Vișeu de Jos, Piatra Neamț–Bicaz, precum și la lucrările de terminare a Palatului CFR.

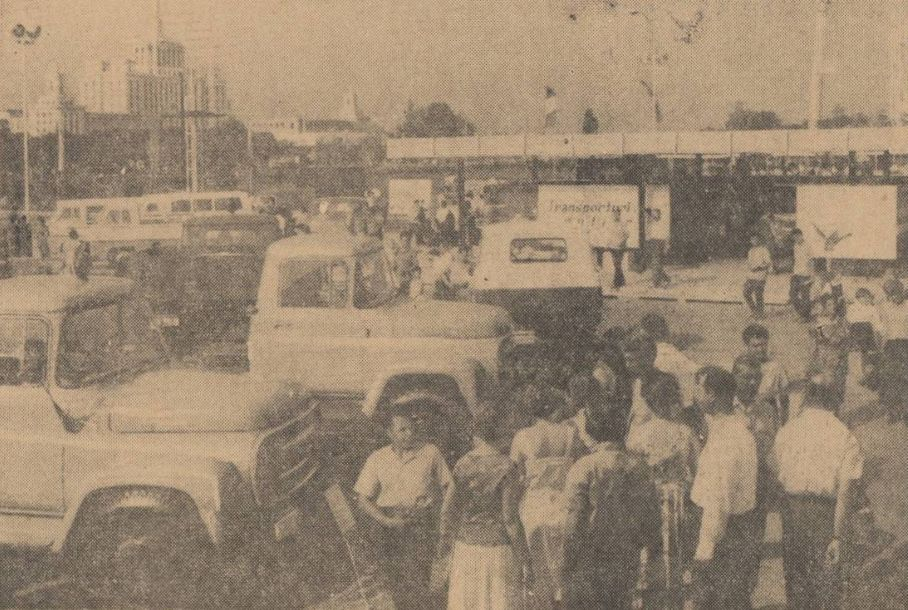
Expoziția realizărilor economiei naționale din 1964, lăudată de Ion Baicu.

Între 1957 și 1962, Ion Baicu a fost director al Institutului de Proiectări București din cadrul Ministerului Căilor Ferate, iar în 1962 a fost numit adjunct al ministrului transporturilor și telecomunicațiilor. În august și septembrie 1964, la București a fost organizată „Expoziția realizărilor economiei naționale a R. P. Romîne”, prilej cu care Ion Baicu a acordat un interviu publicației Munca. Ministrul adjunct a vorbit despre transporturile feroviare și a lăudat „unul din exponatele principale [...], locomotiva Diesel electrică” fabricată în România, cu cheltuieli de exploatare mai mici cu 33%, un consum de combustibil de cinci ori mai scăzut și o productivitate de 2–2,5 ori mai mare față de o locomotivă clasică cu abur. Baicu a mai menționat noile vagoane de călători, diferitele tipuri de vagoane de marfă, dezvoltarea centralizării electrodinamice și introducerea blocului automat de linie. El a subliniat și faptul că „volumul transporturilor de mărfuri efectuate de unitățile Ministerului Transporturilor și Telecomunicațiilor a fost de 2,1 ori mai mare decît în 1959, iar transportul de călători a sporit cu 33 la sută” și a lăudat dezvoltarea și modernizarea comunicațiilor poștale și a telecomunicațiilor cu sau fără fir în primele decenii ale guvernării comuniste. Tot în luna august 1964, Ion Baicu a acordat un alt interviu aceleiași publicații, în care a vorbit despre transporturile și flota românească maritimă și fluvială, sporirea capacității porturilor, adâncirea și întreținerea șenalelor navigabile și înzestrarea cu utilaje portuare de mare capacitate.
De-a lungul carierei sale inginerești, Baicu a colaborat, coordonat, oferit asistență sau soluții tehnice în cadrul multor lucrări de anvergură din România comunistă: podul peste Dunăre de la Giurgeni–Vadu Oii, hidrocentrala Porțile de Fier I, modernizarea aeroportului Otopeni, docurile uscate Constanța, Galați și Mangalia sau autostrada București–Pitești.

### Ministru al transporturilor

Miniștrii ungar, György Csanádi (stânga), și român, Ion Baicu (dreapta), în mai 1969.

Miniștrii György Csanádi (stânga) și Ion Baicu (dreapta) în mai 1969.

Pe 18 decembrie 1965, prin decretul nr. 929 semnat de Chivu Stoica, Ion Baicu a fost numit în funcția de ministru al transporturilor auto, navale și aeriene. Printr-un decret asemănător din aceeași zi, Dumitru Simulescu a fost desemnat ministru al Căilor Ferate.
În februarie 1966, la București a avut loc „Consfătuirea pe țară a lucrătorilor din construcții”, un eveniment organizat ca bilanț al activității în domeniul construcțiilor industriale, agricole și social-culturale din ultimii șase ani. La consfătuire a participat și Nicolae Ceaușescu, ales de curând secretar general al Comitetului Central al Partidului Comunist Român. Printre cei care au luat cuvântul s-a aflat și ministrul Ion Baicu, care a prezentat realizări în construcția și modernizarea de drumuri, dar a evidențiat și lipsuri din acest domeniu. El a remarcat că nu a existat o coordonare centralizată a dezvoltării rețelei rutiere, ceea ce a făcut ca unele drumuri regionale importante să rămână nemodernizate, în timp ce au fost modernizate altele, deși traficul din acel moment nu justifica acest lucru. Baicu a arătat că este necesară elaborarea unei plan de perspectivă pe trasee și ani, care să țină seama de traficul actual și viitor, de eficiența economică a drumurilor, de siguranța circulației și de alte criterii.
Într-un interviu publicat pe 27 aprilie 1966 în ziarul România liberă, ministrul Ion Baicu a reluat tema dezvoltării și modernizării porturilor românești, concomitent cu sporirea numărului de nave comerciale. El a dat ca exemplu lucrările de extindere a porturilor Constanța și Galați, și a pledat pentru mărirea numărului de vase din flota României, în condițiile relațiilor comerciale ale țării cu peste o sută de state ale lumii, precum și ca un efect firesc al poziției geografice a României, situată la gurile Dunării și având acces maritim direct.
În perioada în care a activat ca ministru, Ion Baicu a participat la ședințe de lucru sau la dineuri oficiale oferite în cinstea unor politicieni străini care au vizitat România. Spre exemplu, în octombrie 1967 a luat parte la mai multe evenimente prilejuite de vizita la București a președintelui Pakistanului, Muhammad Ayub Khan. În octombrie 1968, Baicu a avut întrevederi cu ministrul indian al transporturilor, aflat în vizită oficială în România. Ulterior, el a fost invitat la o recepție oferită cu această ocazie de ambasada Indiei. În mai 1969, în cadrul unei ceremonii organizate la Budapesta, Ion Baicu și omologul său maghiar, György Csanádi, au semnat un acord între Ungaria și România referitor la aviația civilă, prin intermediul căruia companiile aeriene din cele două țări urmau să poată coopera mai strâns și să își extindă relațiile. În timpul unor negocieri desfășurate între 12 și 14 mai, cei doi miniștri au finalizat și un acord privind transportul rutier între Ungaria și România, precum și alte subiecte legate de curierat și de traficul auto.
Pe 9 mai 1967, cu ocazia manifestărilor legate de Ziua Independenței României și de capitularea Germaniei în Al Doilea Război Mondial, mai mulți demnitari și oficiali comuniști, printre care Gheorghe Gaston Marin, Grigore Geamănu, Ștefan Bălan și Ion Baicu, au depus coroane la cimitirul militarilor britanici de la Tâncăbești.
Într-un interviu din octombrie 1968, ministrul Baicu a vorbit despre necesitatea perfecționării continue a organizării transporturilor auto, navale și aeriene din România. El a dat ca exemplu înființarea de noi agenții ale TAROM în străinătate și inaugurarea unor noi autogări rutiere pe teritoriul țării, pledând în același timp pentru creșterea gradului de folosire a navelor din flota românească. Baicu a fost deseori prezent și la diverse evenimente legate de domeniul său de activitate: în iunie 1968, de Ziua Aviației Române, el a participat la tradiționalul meeting aviatic de la Aeroportul Băneasa, iar în martie 1969 a luat parte la festivitatea de decernare a titlului de întreprindere fruntașă pe ramură în întrecerea socialistă întreprinderii TAROM.

### Revocare din funcție
Prin decretul nr. 581 din 19 august 1969, semnat de Nicolae Ceaușescu și publicat în nr. 87 din 19 august 1969 al Buletinului Oficial al RSR, Ion Baicu a fost revocat din funcția de ministru al transporturilor auto, navale și aeriene, „pentru activitate nesatisfăcătoare”. Concomitent cu această decizie, Consiliul de Stat al RSR a hotărât contopirea Ministerului Căilor Ferate cu Ministerul Transporturilor Auto, Navale și Aeriene și înființarea, tot pe 19 august 1969, a Ministerului Transporturilor. În fruntea acestui minister a fost numit Pavel Ștefan, anterior adjunct al lui Ion Baicu.

### Director al Centralei Canalul Dunăre–Marea Neagră

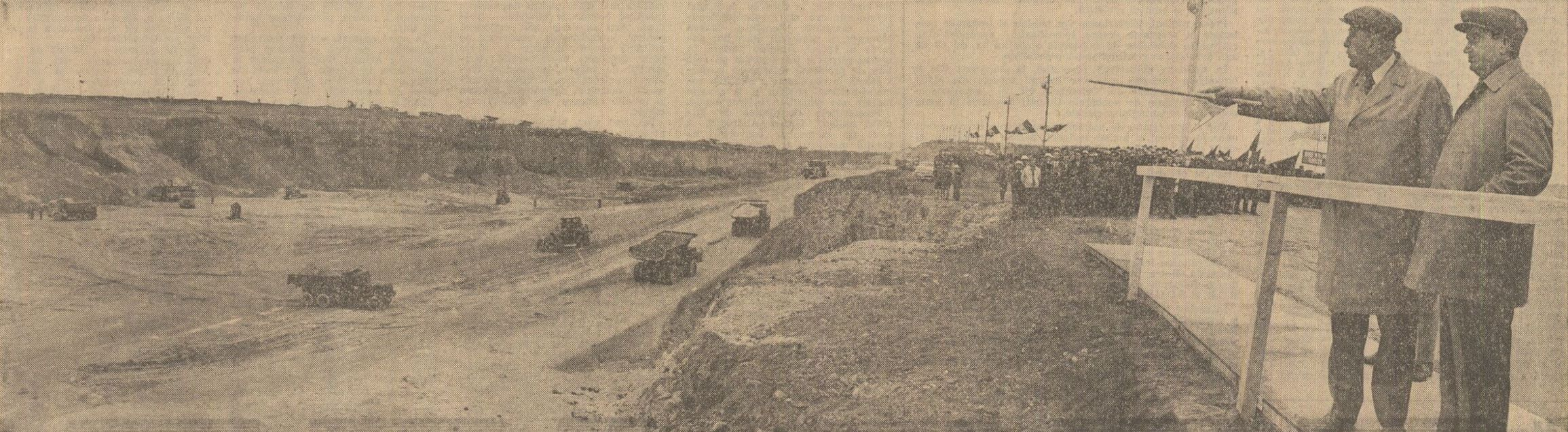
Vizita lui Nicolae Ceaușescu pe șantierul canalului, în 27 mai 1977.

În timpul ședinței Comitetului Executiv al Comitetului Central al Partidului Comunist Român din 13 iunie 1973, Nicolae Ceaușescu a propus reluarea lucrărilor la Canalul Dunăre–Marea Neagră, care fuseseră sistate în 1953. Ion Baicu, adjunct al ministrului transporturilor, a prezentat hărți ale traseului și le-a explicat celor de față soluțiile tehnice alese, motivele care au stat la baza lor și beneficiile economice pe care le-ar aduce lucrarea. În timpul ședinței, Nicolae Ceaușescu a subliniat că, în timp ce vechiul canal, a cărei construcție începuse în 1949, „era între altele și pentru agricultură, dar a fost conceput și ca un canal de navigație, inclusiv cu scopul militar”, principalul rol al noului canal „va fi pentru nevoile de navigație civilă”. Discuțiile din timpul ședinței au stabilit ca lucrarea să permită navigația în dublu sens a navelor de 40.000 de tone. Propunerea lui Nicolae Ceaușescu a fost aprobată în unanimitate.
Prin Hotărârea nr. 210 din 1 martie 1972 a Consiliului de Miniștri al RSR, Ministerul Transporturilor și IPTANA au fost însărcinate cu întocmirea unui studiu tehnico-economic denumit inițial „Sistemul de navigație Dunăre–Marea Neagră”, redenumit ulterior „Complexul hidroenergetic și de transport Dunăre–Marea Neagră”. În iulie 1973, institutul IPTANA a fost desemnat proiectant general al canalului navigabil și al portului Constanța Sud, iar institutul ISPH, proiectant al lucrărilor din zona Cernavodă.

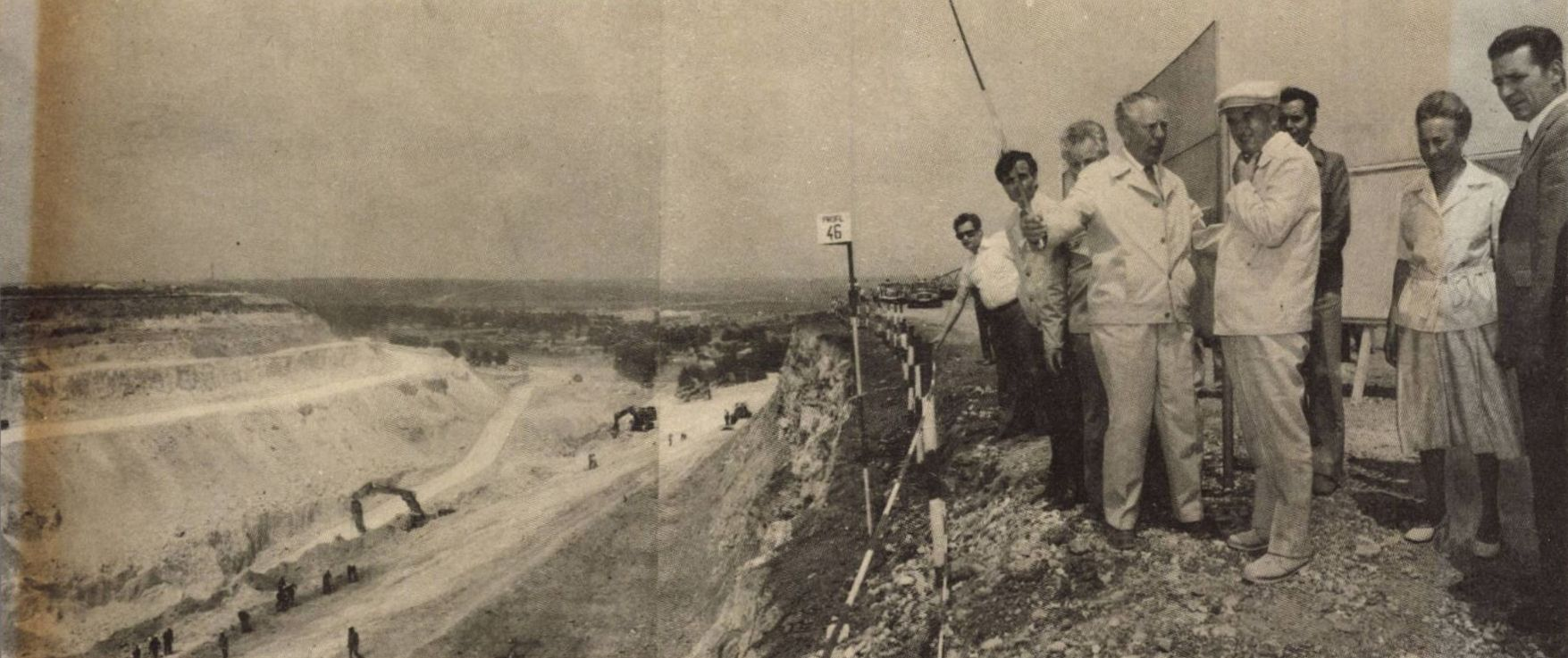
Vizita lui Ceaușescu pe șantierul canalului, la 13 iulie 1979.

Pe 20 noiembrie 1975, prin Hotărârea nr. 1107 a Consiliului de Miniștri, Ion Baicu a fost numit în funcția de director general al Centralei Canalul Dunăre–Marea Neagră, cu rang de adjunct al ministrului transporturilor. El a fost prima persoană numită în această funcție. Din această poziție, Baicu a supervizat atât lucrările generale de proiectare, realizate sub comanda șefului de proiect Chiriac Avădanei, cât și lucrările de construcție a canalului, realizate de Centrala de Construcții Canalul Dunăre-Marea Neagră (C.C.D.M.N.).
Nicolae Ceaușescu a efectuat numeroase vizite pe șantierul canalului, spre exemplu în mai 1977, când s-a deplasat împreună cu Manea Mănescu, Ion Ioniță, Gheorghe Oprea, Ion Coman și Teodor Coman. Vizitele s-au întețit în anii următori, punând presiune pe personalul de pe șantier. În iulie și august 1979, Ceaușescu a efectuat două vizite succesive împreună cu Cornel Burtică, Ion Ioniță, Ion Pățan, Nicolae Constantin, Vasile Patilineț și alți oficiali. Demnitarii comuniști au fost însoțiți la toate punctele de lucru de Ion Stoian, prim-secretar al Comitetului județean Constanța al P.C.R., și de Ion Baicu, care a furnizat detalii, a dat explicații și a prezentat, prin intermediul unor grafice și scheme tehnice, sistemul de mașini și utilaje folosite, modul de funcționare al viitoarelor ecluze și stadiul la zi al lucrărilor. În toată această perioadă, Baicu îndeplinea și atribuțiile de adjunct al ministrului transportului și telecomunicațiilor.
Într-o ședință fulger din 14 iunie 1980, nemulțumită de evoluția șantierului canalului, conducerea de partid și de stat a decis retrogradarea lui Ion Baicu pe postul de coordonator tehnic și de proiectare a lucrărilor. În locul său, în funcțiile de adjunct al ministrului transporturilor și telecomunicațiilor și de director general al Centralei Canalul Dunăre–Marea Neagră a fost numit prin decret prezidențial generalul-colonel Vasile Ionel. Anterior, acesta fusese adjunct al ministrului apărării naționale.

### Deputat MAN
Între 1975 și 1980 Ion Baicu a fost și deputat în Marea Adunare Națională. În decembrie 1975, forul legislativ al RSR a votat în unanimitate „Proiectul legii pentru stabilirea normelor privind proiectarea, construirea și modernizarea drumurilor”. De la tribună, Baicu l-a lăudat pe Nicolae Ceaușescu în calitate de inițiator al legii și declarat că „prin adoptarea acestui act normativ [...] se asigură traducerea în viață, într-o concepție unitară, a principiilor generale stabilite prin Legea drumurilor”. El a mai subliniat că lipsa anterioară a unor norme „care să stabilească directivele unitare privind construcția și modernizarea drumurilor a condus uneori la exagerări în proiectare”.
Pe 5 noiembrie 1976, în cadrul lucrărilor sesiunii a IV-a a celei de-a VII-a legislaturi a MAN, Baicu a vorbit despre investițiile pe care Partidul Comunist urma să le facă în economie, exemplificând prin lucrările de construcție a canalului Dunăre–Marea Neagră, unde ar fi urmat să lucreze „multe mii de tineri cu utilaje dintre cele mai productive și moderne”, precum și „alți muncitori și specialiști din diferite județe ale țării”.
Într-o ședință din 13 decembrie 1979, în cadrul sesiunii a X-a a celei de-a VII-a legislaturi a MAN, Ion Baicu s-a aflat printre cei care au discutat proiectele de lege pentru adoptarea „Planului național unic de dezvoltare economico-socială a Republicii Socialiste România pe anul 1980”, respectiv pentru adoptarea bugetului de stat pe anul 1980. Baicu a luat cuvântul și a oferit celor de față o scurtă informare cu privire la stadiul din acel moment al lucrărilor la canalul Dunăre–Marea Neagră. El a remarcat și deficiențe privind „asigurarea, la nivelul necesităților, a forței de muncă”, pregătirea profesională a acesteia și stabilizarea acesteia pe șantier. De asemenea, el a deplâns gradul „încă nesatisfăcător de folosire a utilajelor și mașinilor din dotare” și nivelul de întreținere tehnică a acestora, și a conchis că este nevoie să se acționeze „cu și mai multă hotărîre în vederea recondiționări pieselor de schimb”.

### Deces
Inginerul Ion Baicu a încetat din viață pe 13 octombrie 1985. Rude, prieteni, vecini, angajații și conducerea institutului de proiectare IPTANA au publicat necrologuri în presa vremii, iar apropiații au putut să își ia adio de la fostul ministru la Biserica Sfântul Elefterie din București. Înmormântarea a avut loc pe 16 octombrie, la Cimitirul Sfânta Vineri.

## Decorații
- Ordinul „Tudor Vladimirescu” clasa a IV-a (30 aprilie 1966) „cu prilejul celei de-a 45-a aniversări de la înființarea Partidului Partidului Comunist din România, pentru merite deosebite în opera de construire a socialismului”[42]
- Ordinul „Tudor Vladimirescu” clasa I (20 august 1984) „pentru contribuția deosebită adusă la înfăptuirea politicii Partidului Comunist Român de făurire a societății socialiste multilateral dezvoltate în patria noastră, cu prilejul celei de-a 40-a aniversări a revoluției de eliberare socială și națională, antifascistă și antiimperialistă”[43]